# Ayvalık
Ayvalık là một huyện thuộc tỉnh Balıkesir, Thổ Nhĩ Kỳ. Huyện có diện tích 265 km² và dân số thời điểm năm 2007 là 58638 người, mật độ 221 người/km².